# Försommartubmal
Försommartubmal, Agnoea flavifrontella, är en fjärilsart som först beskrevs av Michael Denis och Ignaz Schiffermüller 1775.  Försommartubmal ingår i släktet Agnoea, och familjen tubmalar, Lypusidae . Arten är reproducerande i både Sverige och Finland. Enligt den finländska rödlistan är arten sårbar, VU i Finland, medan den i Sverige är bedömd som livskraftig, LC. Artens livsmiljö är fuktiga lundar. Inga underarter finns listade i Catalogue of Life.